# Phorbia erlangshana
Phorbia erlangshana är en tvåvingeart som beskrevs av Feng 1987. Phorbia erlangshana ingår i släktet Phorbia och familjen blomsterflugor. Inga underarter finns listade i Catalogue of Life.